# Probithia subferruginea
Probithia subferruginea är en fjärilsart som beskrevs av Max Joseph Bastelberger 1907. Probithia subferruginea ingår i släktet Probithia och familjen mätare. Inga underarter finns listade i Catalogue of Life.